# San Antonio (Huimanguillo)
San Antonio es una localidad del municipio de Huimanguillo ubicado en la subregión de la Chontalpa del estado mexicano de Tabasco.

## Geografía
La localidad de San Antonio se sitúa en las coordenadas geográficas 17°40′45″N 93°22′50″O / 17.679167, -93.380556, a una elevación de 31 metros sobre el nivel del mar.

## Demografía
Según el Conteo de Población y Vivienda 2020, efectuado por el Instituto Nacional de Estadística y Geografía, la localidad de San Antonio tiene 9 habitantes, de los cuales 6 son del sexo masculino y 3 del sexo femenino. Su tasa de fecundidad es de 2 hijos por mujer y tiene 3 viviendas particulares habitadas.
| Gráfica de evolución demográfica de San Antonio entre 1990 y 2020 |
|                                                                   |
| INEGI.                                                            |